# 常楽寺 (鎌倉市)
常楽寺（じょうらくじ）は、神奈川県鎌倉市大船にある臨済宗建長寺派の寺院である。山号は粟船山（ぞくせんざん）。本尊は阿弥陀三尊。嘉禎3年（1237年）の創建で開基は北条泰時、開山は退耕行勇である。

## 歴史
常楽寺はもと「粟船御堂」（あわふねみどう）と呼ばれ、北条泰時夫人の母の追善供養のために建てたものであった。創建当時は密教系寺院、また、浄土系寺院でもあったとされているが、次第に禅宗色が強まり、後に臨済宗の寺となった。
建長年間、時の執権・北条時頼によって宋の禅僧、蘭渓道隆が鎌倉に招かれた。蘭渓ははじめ常楽寺の住持となり中国風の禅宗を広め、寺には多くの僧が蘭渓の教えを乞うために訪れた。
その後、建長寺が創建され（落慶供養は建長5年（1253年））、同寺が鎌倉における禅宗の中心寺院になったが、それ以降も臨済宗建長寺派においては「常楽は建長の根本なり」と重視されつづけた。

## 伽藍
仏殿・山門・文殊堂が現存する。
仏殿
元禄4年（1691年）の建立で神奈川県指定重要文化財に指定されている。本尊の阿弥陀如来像、脇侍の観音菩薩像、勢至菩薩像のほか、蘭渓道隆像が安置されている。天井には狩野雪信筆の「雲龍図」が描かれている。
山門
17世紀ごろの建立で鎌倉市の指定有形文化財。茅葺の四脚門。
文殊堂
蘭渓道隆ゆかりの文殊菩薩坐像が安置されている。

## 文化財
仏殿（上述）
山門（上述）
木造阿弥陀如来及び両脇侍像
仏殿本尊。鎌倉市の指定有形文化財。中尊阿弥陀如来台座内に仁治3年6月12日（1242年7月11日）の銘があり、同年5月9日に出家して、6月15日に没した北条泰時が極楽往生を祈願して造立したものと考えられる。
梵鐘
宝治2年3月21日（1248年4月16日）の銘がある銅製の梵鐘で、国の重要文化財に指定されている。建長寺・円覚寺の梵鐘とともに鎌倉三名鐘と称される。なお「常楽寺」という寺名が確認できるもっとも古い史料はこの梵鐘の銘文である。現在は鎌倉国宝館に寄託されている。
木造文殊菩薩坐像
鎌倉時代の作で神奈川県指定重要文化財に指定されている。秘仏として文殊堂に安置されており、毎年1月25日に行われる文殊祭の時以外は開帳されない。永禄10年（1567年）には甘粕長俊によって修理が施された。
木造釈迦如来坐像
南北朝時代の作で鎌倉市の指定有形文化財。

## その他史跡
北条泰時墓、南浦紹明墓
仏殿の背後にある。
木曽塚
木曽義高の墓と伝えられる塚で、裏山の中腹あたりにある。もともと木曽塚は常楽寺の西南100メートルほど（現在の住居表示に基づくと大船5丁目付近）のところにたっていたが、延宝8年（1680年）2月に現在の位置へ移された。木曽塚の付近には義高の許嫁である大姫の墓(北条泰時の娘の姫君の墓とも言われている)と伝えられている塚や木曽塚の由縁を刻んだ石碑が建つ。この石碑は鎌倉同友会が大正15年（1926年）に建てたものである。

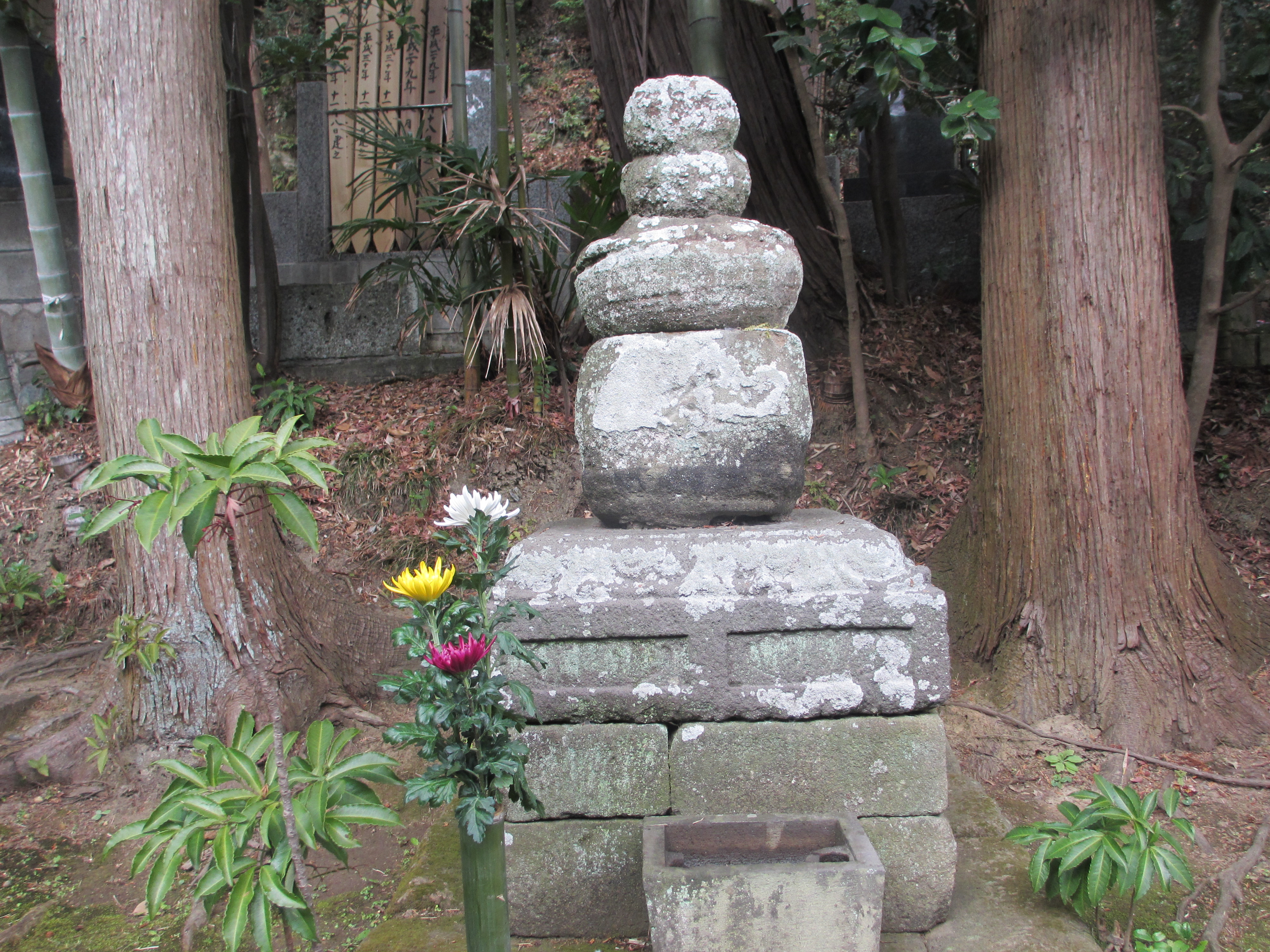
開基北条泰時墓
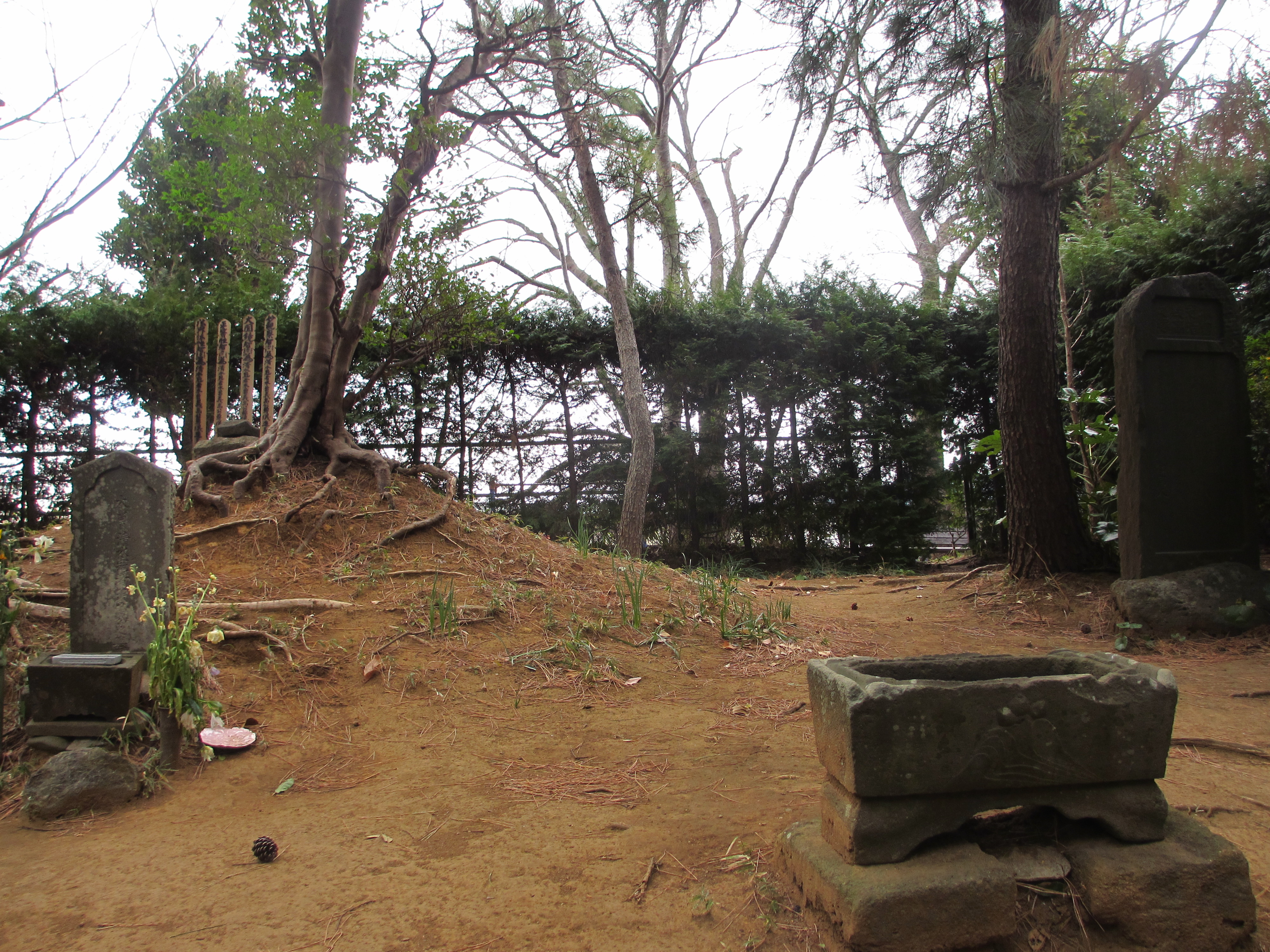
木曽塚

## 交通
大船駅より徒歩15分、もしくは江ノ電バス常楽寺バス停より徒歩5分。車の場合は神奈川県道21号横浜鎌倉線常楽寺交差点より大船駅方面へ向かう市道に入り、100メートルほど先を右折すると山門にあたる。